# Osîcikî, Vilșanka
Osîcikî (în ucraineană Осички) este un sat în așezarea urbană Vilșanka din regiunea Kirovohrad, Ucraina.

## Demografie
Componența lingvistică a localității Osîcikî
     Ucraineană (97,13%)
     Alte limbi (2,64%)
Conform recensământului din 2001, majoritatea populației localității Osîcikî era vorbitoare de ucraineană (97,13%), existând în minoritate și vorbitori de alte limbi.